# Acheron Fossae

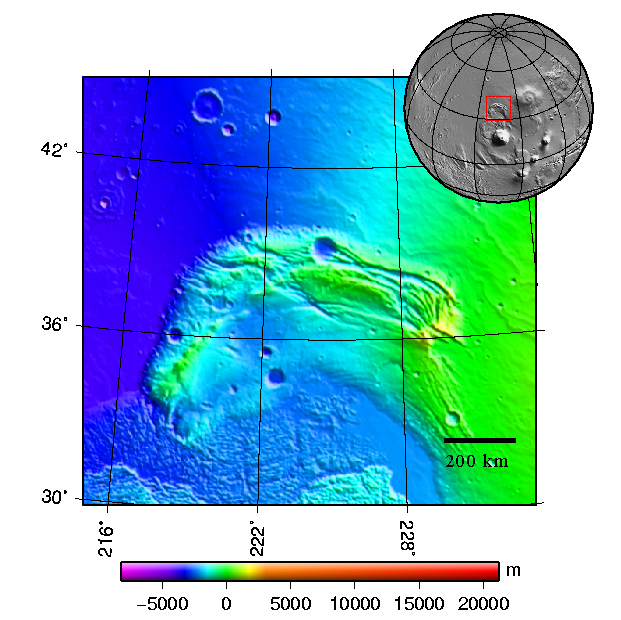

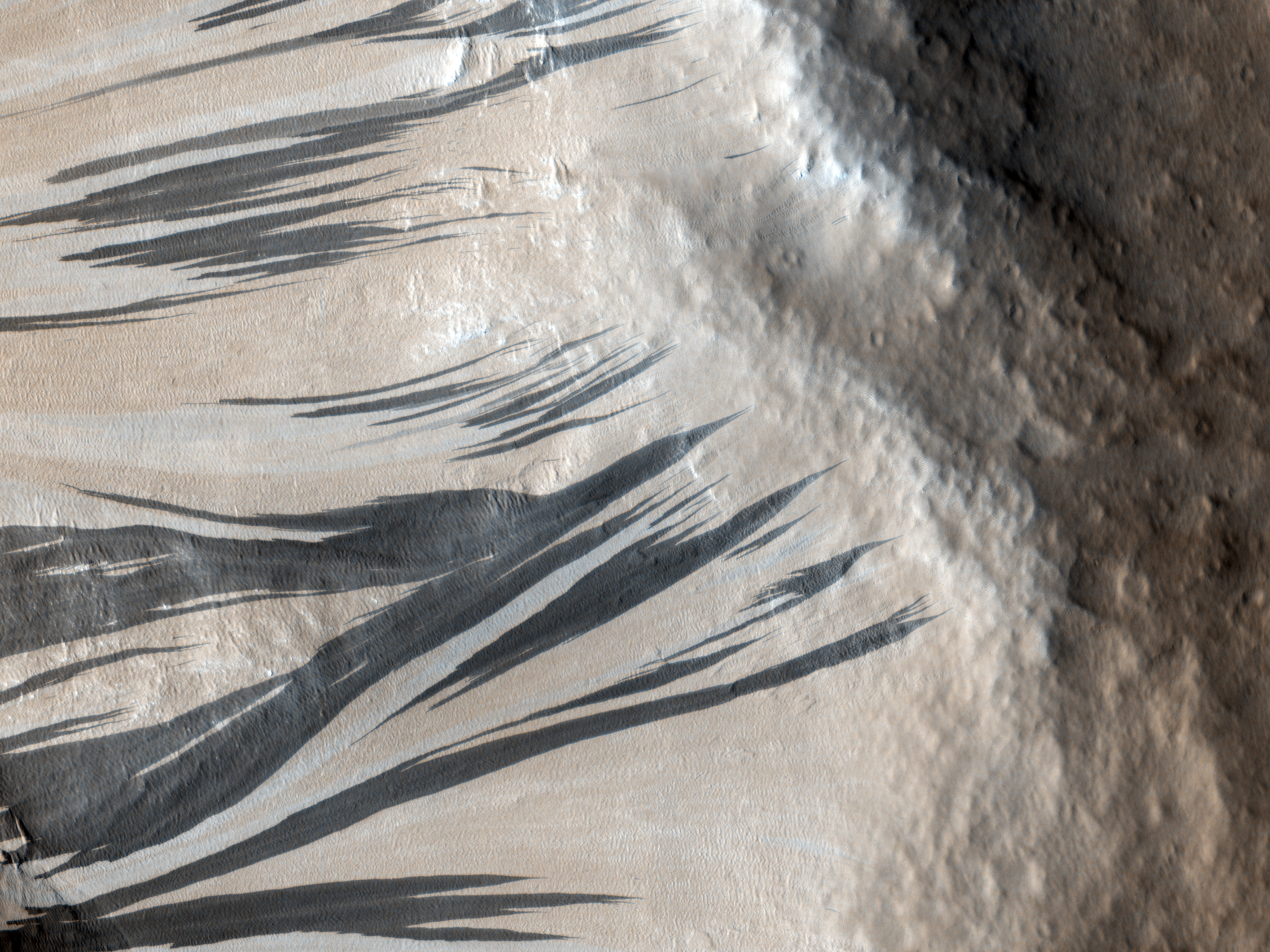
Ciemny piasek wydający się spływać setki metrów w dół zbocza Acheron Fossae.

Acheron Fossae – rów na powierzchni Marsa. Jego centrum znajduje się na 37,67° szerokości geograficznej północnej oraz 135,87° długości geograficznej zachodniej (♂ 37,67°N 135,87°W/37,670000 -135,870000). Koryto to ma 718 km długości a jego nazwa odnosi się do rzeki Acheron w mitologii greckiej.